# Mészáros Nándor
Mészáros Nándor (Szabadka, 1837. október 16. – Székesfehérvár, 1889. december 19.) királyi tanácsos, tankerületi főigazgató, országgyűlési képviselő.

## Élete
A főgimnáziumot elvégezvén, a kalocsai egyházmegye papjai közé lépett és a pesti központi papnevelőbe küldték fel, ahol tanulmányait elvégezte, de azután kilépett az egyházi rendből. Szabadkára nevezték ki gimnáziumi tanárnak, ahonnét Budára helyezték át. Itten a budapesti tanári egylet titkára volt. 1872-ben már tagja volt a közoktatási tanácsnak; ezen év januárjában újvidéki helyettes főigazgató lett és 1873-ban mint kormánybiztost az erdélyi középiskolák megvizsgálására küldték ki. 1874-ben kinevezték a szegedi tankerület főigazgatójává. Szende Béla halála (1882. augusztus 18.) után Szeged város I. kerülete a szabadelvű párti Mészárost 315 szavazattal országgyűlési képviselővé választotta. Az országgyűlésben haladó szellemű tanügyi szakértőként vívott ki magának elismerést. A függetlenségi párti Mocsáryval és Thalyval értett egyet a tanügyi kérdéseket illetően. Az iskolák korszerűsítésén, a pedagógusok szakképzésének javításán és fizetésük rendezésén munkálkodott, valamint a pedagógusok egyleti érdekvédelmi törekvéseit is támogatta. Miután mandátuma 1884-ben lejárt, visszavonult, ekkor az újonnan alakított pécsi tankerület főigazgatójává nevezték ki. Ezt a kerületet 1889-ben Székesfehérvárra helyezték át és ő rendes lakását ment elfoglalni; azonban szívbajjal érkezett oda és a ciszterciek rendházában hét hétig ápolták. Itt halt meg december 19-én.
Cikke az Országos Középiskolai Tanáregylet Közlönyében (II. 1869. 133-155. lap. Oedipi filias, filios pietate fuisse insignes docet Sophocles). Országgyűlési beszédei a Naplókban (1881-84. X-XII. Középiskolák és azok tanárainak képesítése, gymnasiumi és reáliskolai oktatás sat.).

## Munkája
- Görög olvasókönyv. Magyarázó jegyzetekkel és szótárral a gymnasium V. és VI. osztálya számára. Schmidt H. és Wenzel V. nyomán. Buda, 1873.

Szerkesztette: A budapesti tanári egylet 1866. évről szóló Értesítőjét. Pest, 1867.